# Arrondissement de Tirschenreuth
L'arrondissement de Tirschenreuth est un arrondissement (Landkreis en allemand) de Bavière (Allemagne) situé dans le district (Regierungsbezirk en allemand) du Haut-Palatinat. Son chef lieu est Tirschenreuth.

## Villes, communes & communautés d'administration
(nombre d'habitants en 2006)
| Villes 1. Bärnau (3 420) 2. Erbendorf (5 344) 3. Kemnath (5 270) 4. Mitterteich (7 135) 5. Tirschenreuth (9 311) 6. Waldershof (4 614) 7. Waldsassen (7 369) Bourgs de marché 1. Falkenberg (966) 2. Fuchsmühl (1 779) 3. Konnersreuth (1 963) 4. Mähring (1 948) 5. Neualbenreuth (1 547) 6. Plößberg (3 453) 7. Wiesau (4 305) Gemeindefreie Gebiete (21,74 km²) 1. Ahornberger Forst (4,28 km²) 2. Flötz (3,47 km²) 3. Hessenreuter Forst (8,81 km²) (dissous le 1er avril 2002) 4. Lenauer Forst (5,18 km²) | Gemeinden 1. Brand (1 187) 2. Ebnath (1 390) 3. Friedenfels (1 328) 4. Immenreuth (1 874) 5. Kastl (1 393) 6. Krummennaab (1 659) 7. Kulmain (2 410) 8. Leonberg (1 027) 9. Neusorg (2 014) 10. Pechbrunn (1 450) 11. Pullenreuth (1 854) 12. Reuth bei Erbendorf (1 223) Verwaltungsgemeinschaften 1. Kemnath (Ville de Kemnath et commune de Kastl) 2. Krummennaab (Communes de Krummennaab et Reuth b.Erbendorf) 3. Mitterteich (Ville de Mitterteich et communes de Leonberg et Pechbrunn) 4. Neusorg (Communes Brand, Ebnath, Neusorg et Pullenreuth) 5. Wiesau (Falkenberg et Wiesau) |